# Аль-Ями, Хасан
Хас(с)а́н а́ль-Ями́ (араб. الحسن اليامي‎, 21 августа 1972, Саудовская Аравия) — саудовский футболист, нападающий. Выступал за сборную Саудовской Аравии, участник чемпионата мира 2002 года.

## Карьера

### Клубная
Профессиональную карьеру начал в 1995 году в клубе «Наджран» из одноимённого города провинции Наджран. В 1996 году перешёл в «Аль-Иттихад» из Джидды, в составе которого выступал до 2005 года, выиграв вместе с командой 5 раз чемпионат Саудовской Аравии, 3 раза Кубок наследного принца Саудовской Аравии, 2 раза Кубок Саудовской федерации футбола, 2 раза Лигу чемпионов АФК, 1 раз Кубок обладателей кубков Азии, 1 раз Арабскую лигу чемпионов, 2 раза Саудовско-Египетский суперкубок и 1 раз Клубный кубок чемпионов Персидского залива.
В 2005 году вернулся в «Наджран», которому помог в 2007 году занять по итогам чемпионата 2-е место в Саудовском первом дивизионе и, тем самым, впервые в истории выйти в Саудовскую Премьер-лигу, в которой вместе с клубом выступает по сей день.

### В сборной
В составе главной национальной сборной Саудовской Аравии выступал с 1999 до 2002 года, проведя за это время 21 матч и забив 5 мячей в ворота соперников. Участник чемпионатов мира чемпионата мира 2002 года, выходил на поле во всех трёх матчах команды на турнире. В 2000 году, вместе с командой, дошёл до финала Кубка Азии, а в 2002 году выиграл вместе с ней Кубок арабских наций и Кубок наций Персидского залива.

## Достижения
Финалист Кубка Азии: (1)
- 2000

Обладатель Кубка арабских наций: (1)
- 2002

Обладатель Кубка наций Персидского залива: (1)
- 2002

Чемпион Саудовской Аравии: (5)
- 1996/97, 1998/99, 1999/00, 2000/01, 2002/03

Обладатель Кубка наследного принца Саудовской Аравии: (3)
- 1996/97, 2000/01, 2003/04

Обладатель Кубка Саудовской федерации футбола: (2)
- 1996/97, 1998/99

Победитель Лиги чемпионов АФК: (2)
- 2004, 2005

Обладатель Кубка обладателей кубков Азии: (1)
- 1999

Победитель Арабской лиги чемпионов: (1)
- 2004/05

Обладатель Саудовско-Египетского суперкубка: (2)
- 2001, 2003

Обладатель Клубного кубка чемпионов Персидского залива: (1)
- 1999